# حربيل (المغرب)
حربيل هي قرية وجماعة قروية تقع في عمالة مراكش بجهة مراكش آسفي، المغرب، وبلغ عدد سكانها 51.881 نسمة حسب الإحصاء العام للسكان والسكنى لسنة 2014.